# Carlo Ernesto Accetti
Carlo Ernesto Accetti (Milano, 15 ottobre 1882 – Nola, 22 febbraio 1961) è stato uno scrittore e critico d'arte italiano.

## Biografia
Avvocato, fu amico in giovane età di Umberto Boccioni e Sant'Elia con i quali entrò in contatto con l'ambiente dei futuristi. Conobbe successivamente diversi artisti pubblicando articoli su periodici come Le Arti Plastiche, L'Esame, Monitore dei tribunali, Ticinum, Como, Rivista d'arte, e organizzando mostre di cui curò i cataloghi e, in alcuni casi, le monografie degli artisti. Si deve ad Accetti la scoperta del pittore Innocente Salvini. Nel 1924 completa un'opera biografica dedicata allo scultore dell'Accademia di Brera di Milano Dante Parini.
Tra quelle che segnarono la cultura artistica lombarda negli anni '30 del Novecento, fra le altre, resta la memoria delle due mostre d'arte in risaia città di Mortara da lui volute nel '36 e nel '38 a cui parteciparono Aldo Carpi, Silvio Santagostino, Luigi Bracchi, Narciso Cassino, Timo Bortolotti e quella organizzata, sempre nel '36 in Milano, presso la Zattera dell'Associazione nazionale marinai in congedo ai Navigli.
Nel periodo precedente la Seconda guerra mondiale fu presidente della "Famiglia Artistica Milanese" e dal 1945 al 1952 de La Permanente.
Enrico Baj gli dedicherà una china su carta, intitolata Ritratto di Carlo E. Accetti.

## Opere
- Il monumento ai caduti di Monza, 1932
- Parole di reverenza e d'amore... per la premiazione di valorosi, Tip. Moderna, Gallarate 1919.
- Ezechiele Acerbi pittore pavese, Istituto di Arti Grafiche, Pavia, 1931.[7]
- Artisti di nostra gente - Antonio Bezzola da Campione scultore (1846-1926), 1932
- Enrico Pancera da Caravaggio-Il monumento ai caduti di Monza, Milano, 1932.
- Il caricaturista comasco Luigi Borgomainerio "Don Ciccio" : 5 settembre 1834 - 3 aprile 1876, 1933.
- La zattera d'arte alla darsena ticinese, Rizzoli e C., Milano, 1936.
- Nozze Accetti-Minoli , La Varesiana Grafica, 1937.
- Enrico Butti fra i suoi allievi, La tipografica Varese, Varese, 1938.
- Cherubino Cornienti, pittore pavese, a Garlate : (1816- 1860), Tip. La Grafica, Della Rivista Lecco, 1939.
- Disegni di Cherubino Cornienti : 1816-1860, 1939.
- Dal Castagnè Albino-Lo scultore e il marmo, Monza, 1939.
- Pinuccia : A Sandhamn di Svezia, Sette lettere, Rizzoli, Milano, 1940, (Per le nozze di Pinuccia Rizzoli e Mimmo Carraro).
- Lo scultore Dante Parini, Milano, 1942.
- Salvini, Grafitalia, 1944.
- Omaggio a Sant’Elia, architetto futurista, nel 40. anniversario dell’eroica morte sul Carso, 1957.[8]
- Saluto augurale alla Famiglia artistica, Tip. Alfieri & Lacroix, Milano, 1958.